# Нігма
«Нігма» — російська інтелектуальна метапошукова система. Проект створювався за підтримкою факультету обчислювальної математики і кібернетики та факультету психології МДУ імені М.В. Ломоносова, а також Стенфордського університету. Назва «Nigma» (один з родів павуків сімейства Dictynida) було вибрано по асоціації зі Всесвітньою павутиною.

## Історія
Засновниками проекту є українець Віктор Лавренко і росіянин Володимир Чернишов, які познайомилися на кафедрі АСВК факультету обчислювальної математики та кібернетики МДУ ім М.В. Ломоносова в 2004 році.
У 2005 році на сервісі з'явилася функція кластеризації.
У 2007 році Володимир Чернишов відправився в Стенфордський університет, де під керівництвом Ектор Гарсія-малини розробляв алгоритми для «Нігми».
У 2008 році було проіндексовано понад 3500 RSS-стрічок ЗМІ та блогів, що користуються популярністю. Після обробки даних з цих джерел на пошуковий запит почало також видаватися три найсвіжіші новини по темі.
У 2008 році був доданий математичний інструментарій за допомогою якого Нігма могла вирішувати завдання з використанням різних величин і констант, вирішувати рівняння і системи рівнянь, спрощувати вирази. У 2009 році система була доповнена обчисленням інтегралів і похідних, а також вирішенням задач з визначенням області допустимих значень. У 2010 році в систему була додана можливість аналізу функцій і побудови графіків, в тому числі графіків неявно заданих функцій на площині і в просторі.
У 2010 році в пошуковій видачі був підвищений пріоритет мережевих ресурсів в доменній зоні .РФ. Також в 2010 році після проведення маркетингового дослідження пошукова система змінила назву з "Nigma.ru" на "Нигма.РФ" і зареєструвала відповідне доменне ім'я.
У 2011 році Нігма створила віджет пошуку для пристроїв, що працюють на операційній системі Android.
У 2013 році за допомогою нової системи "Нігма-визначення" був доданий пошук вмісту понять, фізичних термінів.
19 Вересня 2017 року сервіс став недоступний для користувачів. 23 Вересня 2017 року газета "Комерсант" повідомила, що Віктор Лавренко не планує закривати проект, який заявив, що він, тобто проект, поки прибутковий, так що про закриття мови немає, але, як тепер видно, нахабно збрехал. З вересня 2017-го року старий домен пошуковика не працює.
Для ностальгуючих за сервісом одним з його фанатів був відтворений зовнішній вигляд Нігми на сайті Nigma. Пошук працює на движках Яндекса і Google з можливістю додавання веб-сайтів користувачів через спеціальну форму.

## Виноски
1. ↑  журнал UPgrade 22/2013, стор.43-48
2. ↑  У пошуках ідеалу. "Нігма" вдосконалює сервіси.
3. ↑  Нігма підкорила Стенфорд. Архів оригіналу за 30 травня 2009. Процитовано 8 грудня 2022.
4. ↑  Наші в Стенфорді.
5. ↑  З чого починалася Нігма.
6. ↑  Nigma.ru виводить новини по темі у відповідь на будь-який запит. Архів оригіналу за 7 жовтня 2020. Процитовано 8 грудня 2022.
7. ↑  Нігма покращила математичну систему. 3DNews - Daily Digital Digest. Архів оригіналу за 8 жовтня 2020. Процитовано 8 грудня 2022.
8. ↑  Пошукова система Nigma змінює назву. Архів оригіналу за 8 жовтня 2020. Процитовано 8 грудня 2022.
9. ↑  Нігма запустила пошуковий віджет для смартфонів Android. iXBT.com. Архів оригіналу за 9 жовтня 2020. Процитовано 8 грудня 2022.
10. ↑  Нігма запустила пошуковий віджет для смартфонів Android. 3DNews - Daily Digital Digest.
11. ↑  Нігма може говорити про фізичні терміни та поняття. 3DNews - Daily Digital Digest.
12. ↑  Залаты пошук.
13. ↑  Листівка: Nigma.ru - все?.